# آندری کریلوف (ژیمناست)
آندری کریلوف (انگلیسی: Andrey Krylov زادهٔ ۱۴ نوامبر ۱۹۸۸) ژیمناست اهل روسیه است.